# Valsalice
Valsalice heißt eine Niederlassung der Salesianer Don Boscos in Turin mit einem klassischen und einem wissenschaftlichen Gymnasium. Sie befindet sich in der viale Thovez 37.

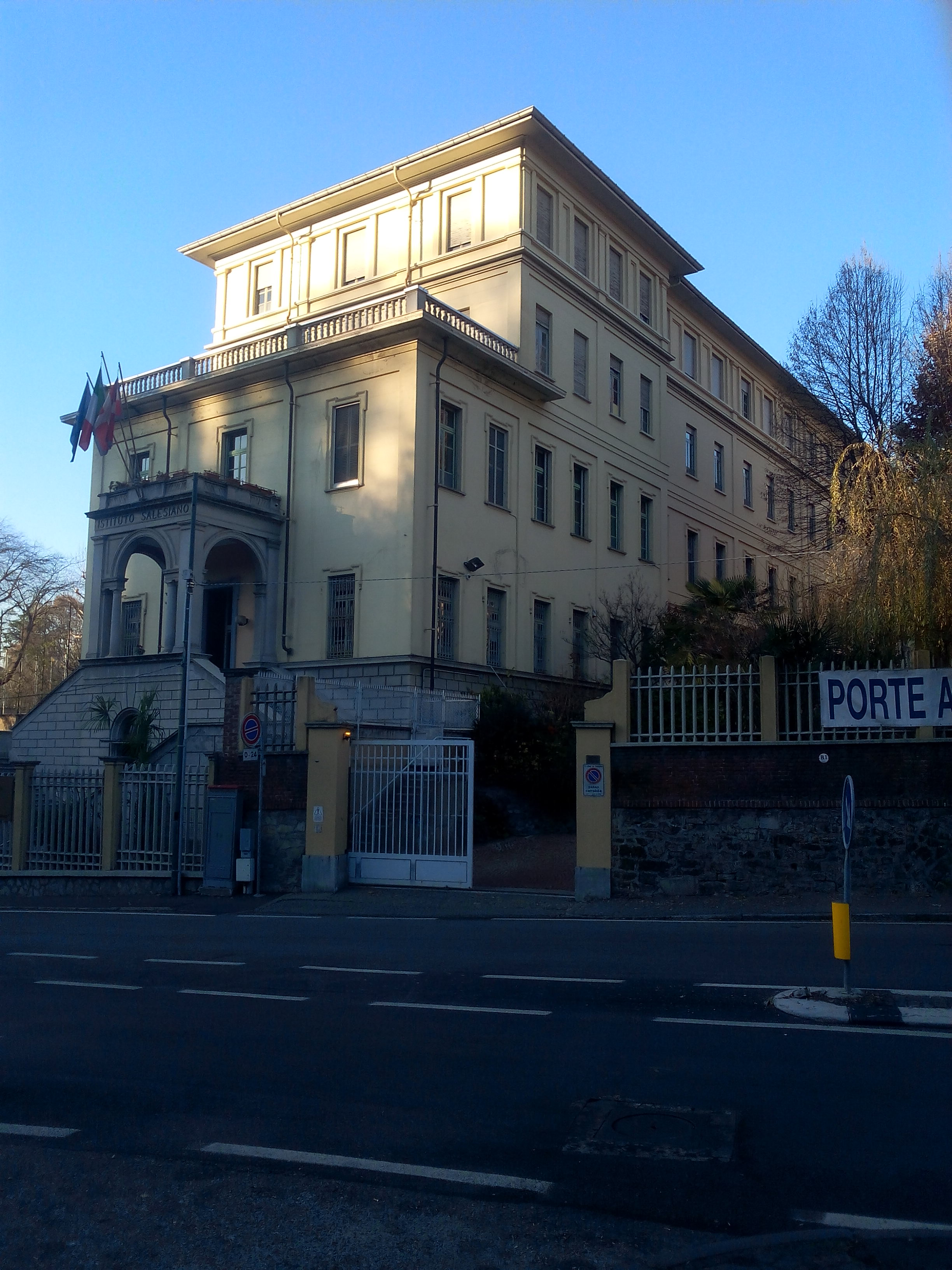
Eingang von viale Thovez

1879 durch den hl. Johannes Bosco selbst gegründet, war es das erste Institut für Höhere Studien der Salesianer. Es beherbergt auch das naturwissenschaftliche Museum „San Giovanni Bosco“, das aufgrund der Ausstellungsstücke aus den salesianischen Missionen interessant ist. Aus dem Institut für die Auslandsmissionen, ging später die Philosophische Fakultät der Päpstlichen Universität der Salesianer in Rom hervor.
Für einige Jahre waren die sterblichen Überreste Don Boscos in Valsalice aufbewahrt, bis sie in die Turiner Maria-Hilf-Basilika übertragen wurden.
Unter den Schülern und Studenten befanden sich unter anderem: Andrea Beltrami, August Czartoryski, Marco Travaglio, Vincenzo Cimatti, Leonardo Chiariglione und in neuerer Zeit Tarcisio Bertone. Der deutsche Salesianer Johannes Perk empfing dort die Priesterweihe.
Im Sommer 2007 war die Schule italienweit in den Schlagzeilen, weil der frühere Ökonom des Instituts – gemeinsam mit anderen Turiner Priestern – beschuldigt wurde, Ende der 1990er Jahre einen minderjährigen Jugendlichen missbraucht zu haben.